# Walter Dietrich (Fussballspieler)
Walter Dietrich (* 24. Dezember 1902; † 27. November 1979) war ein Schweizer Fussballspieler.

## Karriere

### Vereine
Dietrich gehörte als 17-Jähriger dem FC Basel an, für den er von 1919 bis 1922 in der Gruppe Zentral der Serie A Punktspiele bestritt. Mit einem zweiten, siebten und dritten Platz wurden die Spielzeiten abgeschlossen. Die Saison 1922/23 spielte er in der Gruppe West 1 der Serie Promotion für Forward Morges; der Verein schloss die Saison als Zweitplatzierter ab. Von 1923 bis 1925 war er in der Gruppe West der Serie A für Servette Genf aktiv. Schloss seine Mannschaft die Finalrunde 1924 noch als Drittplatzierter ab, so gewann sie diese 1925.
Danach gehörte er von 1925 bis 1938 der Frankfurter Eintracht an. In den vom Süddeutschen Fußball-Verband organisierten Meisterschaften bestritt er als Stürmer zunächst bis 1927 in der Bezirksliga Main, danach bis 1933 in der Bezirksliga Main/Hessen Punktspiele. Als Zweitplatzierter der Bezirksliga Main nahm er 1927 mit seiner Mannschaft an der Endrunde um die Süddeutsche Meisterschaft teil. In der Runde der Zweiten belegte Eintracht Frankfurt lediglich den dritten Platz. 1928 als Sieger aus der Gruppe Main hervorgegangen, nahm er mit seiner Mannschaft erneut an der Endrunde um die Süddeutsche Meisterschaft teil und belegte mit ihr am Ende der Finalrunde den zweiten Platz hinter dem FC Bayern München. Damit war Eintracht Frankfurt für die Endrunde um die Deutsche Meisterschaft qualifiziert. Doch bereits das Auftaktspiel gegen den Westdeutschen Meister am 8. Juli 1928 im Müngersdorfer Stadion wurde im Achtelfinal gegen die SpVgg Sülz 07 mit 1:3 verloren. Die Gruppe Main 1929 erneut als Erstplatzierter abgeschlossen, belegte seine Mannschaft in der Endrunde um die Süddeutsche Meisterschaft den vierten Platz. Aus der Gruppe Main erneut als Sieger 1930 hervorgegangen, nahm er mit seiner Mannschaft zum vierten Mal an der Endrunde um die Süddeutsche Meisterschaft teil, in der er sich mit seinem Verein unter den acht teilnehmenden Gruppensiegern der Finalrunde als Erster durchsetzte und mit der Meisterschaft seinen ersten Titel gewann. In der Endrunde um die Deutsche Meisterschaft 1930 kam er – wie schon zuvor beim 1:0-Achtelfinalsieg über den VfL Benrath – auch beim Viertelfinal-Aus, bei der 2:4-Niederlage gegen Holstein Kiel, zum Einsatz.
Nachdem die Mannschaft in den beiden darauffolgenden Spielzeiten die Gruppe Main als Bezirksmeister abgeschlossen hatte, setzte sie sich auch 1932 in der Gruppe Nord/West in der Endrunde um die Süddeutsche Meisterschaft durch und wurde – nach dem beim Stand von 2:0 gegen den FC Bayern München in der 83. Minute abgebrochenen Endspiel – vom Süddeutschen Fußball-Verband zum Süddeutschen Meister erklärt. In der Endrunde um die Deutsche Meisterschaft bestritt er alle vier Rundenspiele einschliesslich des am 12. Juni 1932 in Nürnberg ausgetragenen Finals, der mit 0:2 gegen den FC Bayern München verloren wurde. Beim 6:0-Sieg im Achtelfinal über den SV Hindenburg Allenstein erzielte er in der 44. und 49. Minute die Tore zum 4:0 und 5:0. Seine letzte beiden Endrundenspiele bestritt er mit dem Achtel- und Viertelfinal am 7. und 28. Mai 1933 beim 4:1-Sieg beim Hamburger SV und bei der 0:4-Niederlage bei Fortuna Düsseldorf.
Von 1933 bis 1938 spielte er dann in der Gauliga Südwest in einer von zunächst 16, später auf 23 aufgestockten Gauligen zur Zeit des Nationalsozialismus als einheitlich höchste Spielklasse im Deutschen Reich. In seiner letzten Spielzeit gewann er mit Eintracht Frankfurt mit einem Punkt Vorsprung vor Borussia Neunkirchen die Gaumeisterschaft Südwest.

### Nationalmannschaft
Dietrich bestritt für die Schweizer Nationalmannschaft 14 Länderspiele. Sein Debüt am 23. März 1924 beim 3:0-Sieg im Testspiel gegen die Nationalmannschaft Frankreichs in Genf krönte er sogleich mit seinem ersten Tor, dem Treffer zum 2:0 in der neunten Minute. Auch in den folgenden drei Länderspielen des Jahres 1924 gegen die Nationalmannschaften Dänemarks, Ungarns und Deutschlands erzielte er jeweils ein Tor. In den vier Länderspielen des Jahres 1925, in dem seine Mannschaft einmal unentschieden spielte und dreimal verlor, erzielte er kein Tor. Mit der A-Nationalmannschaft nahm er an dem vom 25. Mai bis 9. Juni 1924 in Paris und an dem vom 27. Mai bis 13. Juni 1928 in Amsterdam ausgetragenen olympischen Fussballturnier teil. 1924 bestritt er fünf Turnierspiele einschliesslich des mit 0:3 gegen die Nationalmannschaft Uruguays verlorenen Finals. Beim 9:0-Vorrundensieg am 25. Mai 1924 gegen die Nationalmannschaft Litauens erzielte er mit dem Treffer zum 2:0 in der 14. Minute sein erstes Turniertor. Sein zweites war der wichtige Ausgleichstreffer am 28. Mai zum 1:1 gegen die Nationalmannschaft der Tschechoslowakei in der 79. Minute, das das mit 1:0 gewonnene Entscheidungsspiel am 30. Mai erst ermöglichte. 1928 schied er mit seiner Mannschaft am 28. Mai bei der 0:4-Erstrundenniederlage gegen die Nationalmannschaft Deutschlands aus dem Turnier aus.

## Erfolge
- Olympische Silbermedaille 1924
- Gaumeister Südwest 1938
- Zweiter der Deutschen Meisterschaft 1932
- Süddeutscher Meister 1930, 1932
- Schweizer Meister 1925